# Музей биоразнообразия и культуры водопада Текендама
Музей биоразнообразия и культуры водопада Текендама (исп. Musée de la biodiversité et de la culture des chutes de Tequendama) — это проект музейного комплекса, расположенного у водопада Текендама в муниципалитете Сан-Антонио дель Текендама провинции Текендама департамента Кундинамарка в Колумбии. Ранее это здание было известно как гостиница «El Hotel del Salto», позже пришедшая в запустение. Из окон музея открывается прекрасный вид на водопад Текендама.

## История

### Вилла
В 1920 году архитектор Карлос Артуро Тапиа начал строительство особняка в стиле французской архитектуры на площадке у водопада Текендама в 30 километрах от столицы Колумбии — Боготы, окончившееся в 1923 году, в период президентства Педро Нель Оспины Васкеса (1922—1926). Открытие состоялось в 1927 году.

### Отель

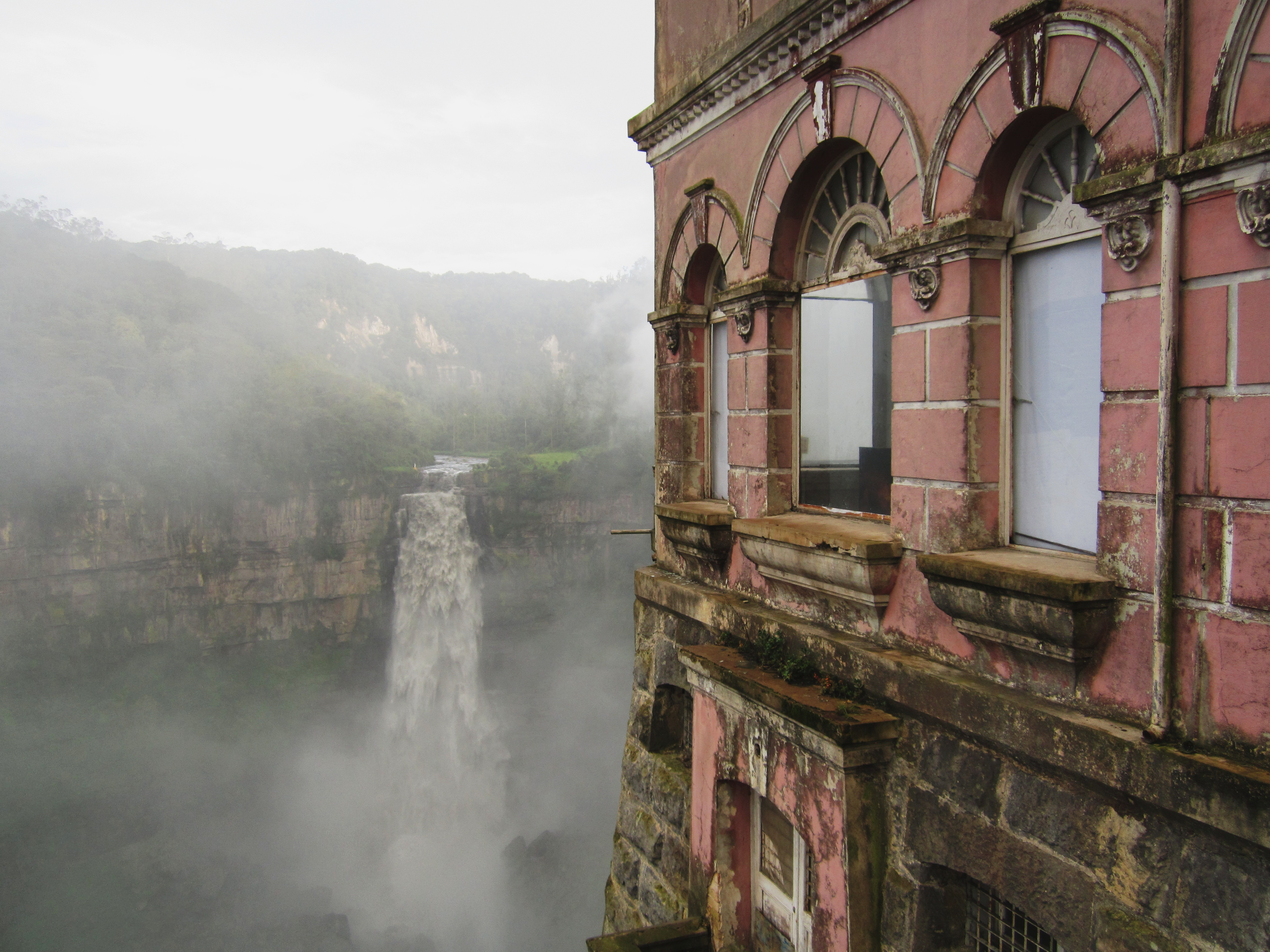
Вид на водопад Текендама

Начиная с июля 1950 года, за один год бывшая президентская вилла была перестроена в восьми-этажную гостиницу «El Hotel del Salto», под руководством дизайнера Габриэля Ларгача и конструктора Доменико Пармы, приехавших из Боготы. Помимо четырёх надземных этажей в здании было два подземных, где размещались кладовые помещения и прачечная. Расцвет гостиницы пришёлся на середину XX века: богатые колумбийцы с удовольствием ехали посмотреть на 137-метровый водопад Текендама, но в 1970-х годах он начал иссякать из-за загрязнения питавших его рек сточными водами и промышленными отходами, в результате чего иссяк и приток туристов. В 1979 году бизнесмен Роберто Ариас купил здание и переделал его в ресторан, работавший до 1986 года, но потом по личным причинам он покинул страну. В 1990-х годах здание начало приходить в упадок, увеличилось число самоубийц, которые начали сбрасываться с здания в начале 1930-х годов, и пошли слухи о призраках.

### Музей
В конце 2000-х годов гостиница получила статус объекта культурного наследия, что позволило выделить средства на её реконструкцию. Институт естественных наук, Национальный университет Колумбии и фонд «Ecological Farm Foundation of Porvenir», купивший здание в 2011 году, взяли на себя перестройку здания для преобразования в её музей. На реконструирование и облагораживание прилегающей территории от Европейского Союза фонду было выделено 300 тысяч евро (410 тыс. долларов США). Параллельно, Институт Естественных наук Национального Университета Колумбии провёл работу по очистке реки Боготы и её притоков. В декабре 2009 года в новообразованном музее открылась первая выставка под названием «Cavernas, Ecosistemas del Mundo Subterráneo», рассказывающая о различных биологических видах-обитателях подземных экосистем.
В июне 2013 года в музее открылась выставка «La anatomía del cuerpo humano de Francesco Antommarchi», на которой были представлены анатомические рисунки врача Франсуа Антоммарки, а в сентябре — «Un día en el Desierto de la Tatacoa», рассказывающая о биологическом разнообразии пустыни Татакоа.